# Edifici Berlaymont
L'edifici Berlaymont s'aixeca a Brussel·les al Barri Leopold, s'hi troba la seu principal de la Comissió Europea.

## Història
L'edifici va ser construït durant els anys 60, per acollir la seu de la comissió europea. L'estat belga desitjava allotjar l'edifici el més a prop possible del centre de la ciutat, pel que van comprar un terreny de dues hectàrees al final de la Rue de la Loi (literalment, carrer de la Llei). El mencionat predi pertanyia al convent de les «Dames du Berlaymont» (col·legi de nenes), d'allà rep el seu nom actual.
Sobre aquest terreny es va construir l'edifici dissenyat per l'arquitecte Lucien de Vestel, basant-se en una creu de costats desiguals, la superfície construïda del qual suma 240.000 m² repartits en 16 nivells, destinats a allotjar a més de 3.000 funcionaris. A l'exterior els espais es van convertir en jardins públics. Els primers llogaters van arribar el 1967, però tots van haver de desallotjar l'edifici el 1991, ja que la construcció contenia asbest, una substància tòxica.
Va ser renovellat sota la direcció de l'arquitecte Pierre Lallemand i ha tornat a acollir la Comissió des de 2004.
```
L'estat belga, que era propietari de l'immoble, el va vendre a la 
Unió Europea
 per 560 milions d'
euros
.
```

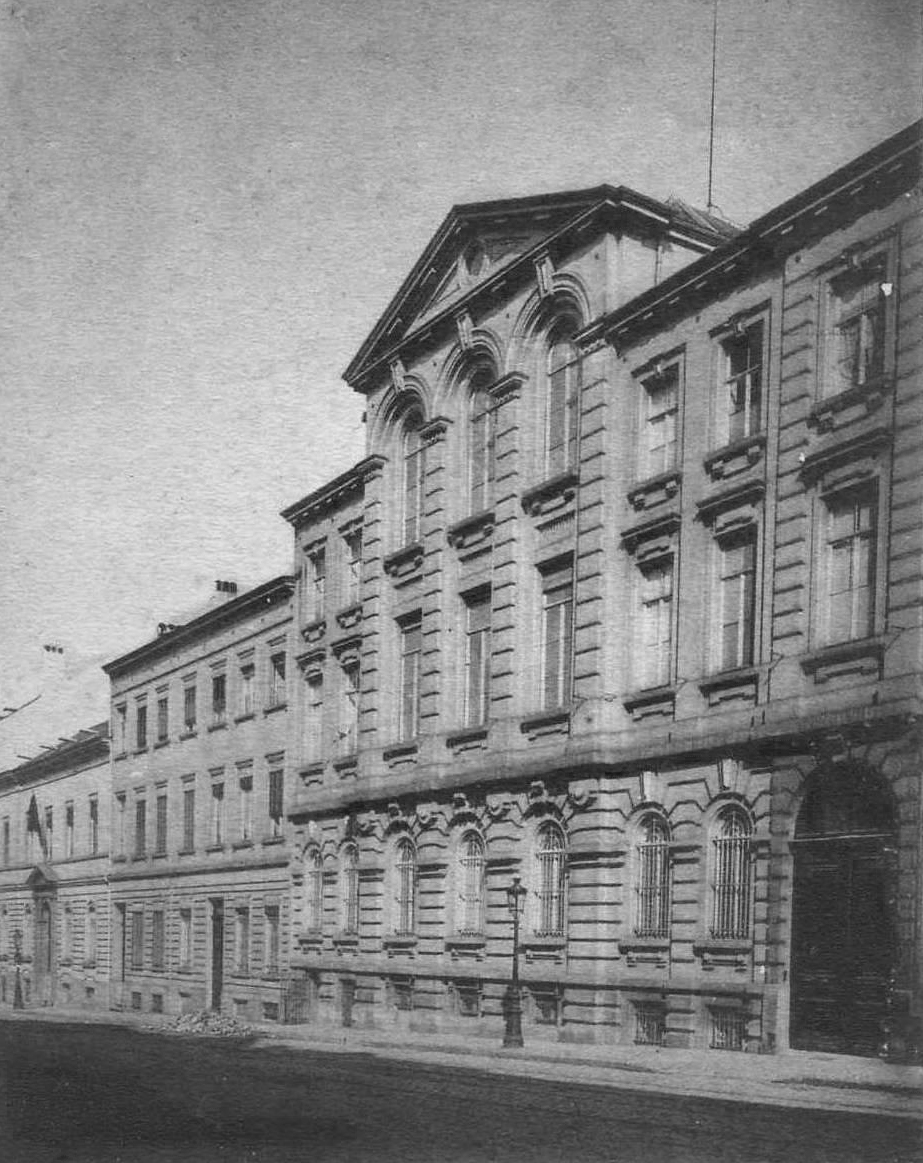
Convent de Berlaymont a Brussel·les, el 1904.
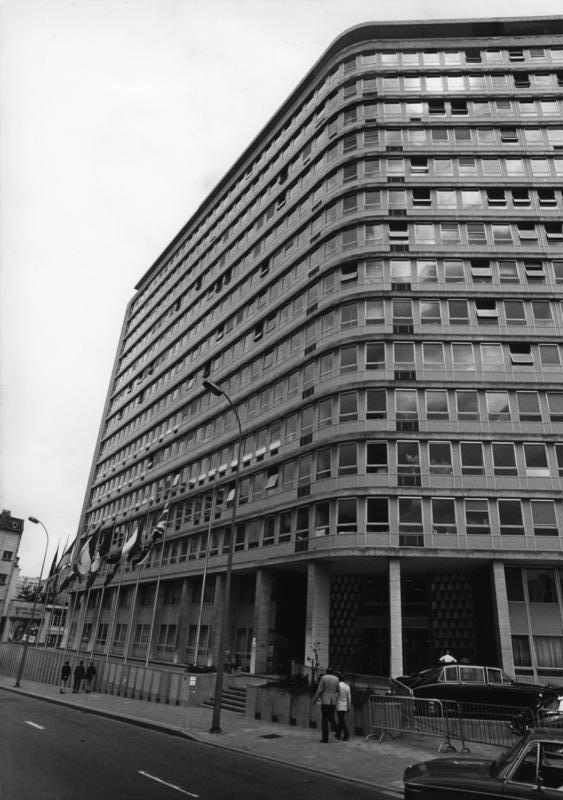
Vista de l'edifici el 1975, abans de la reconstrucció.
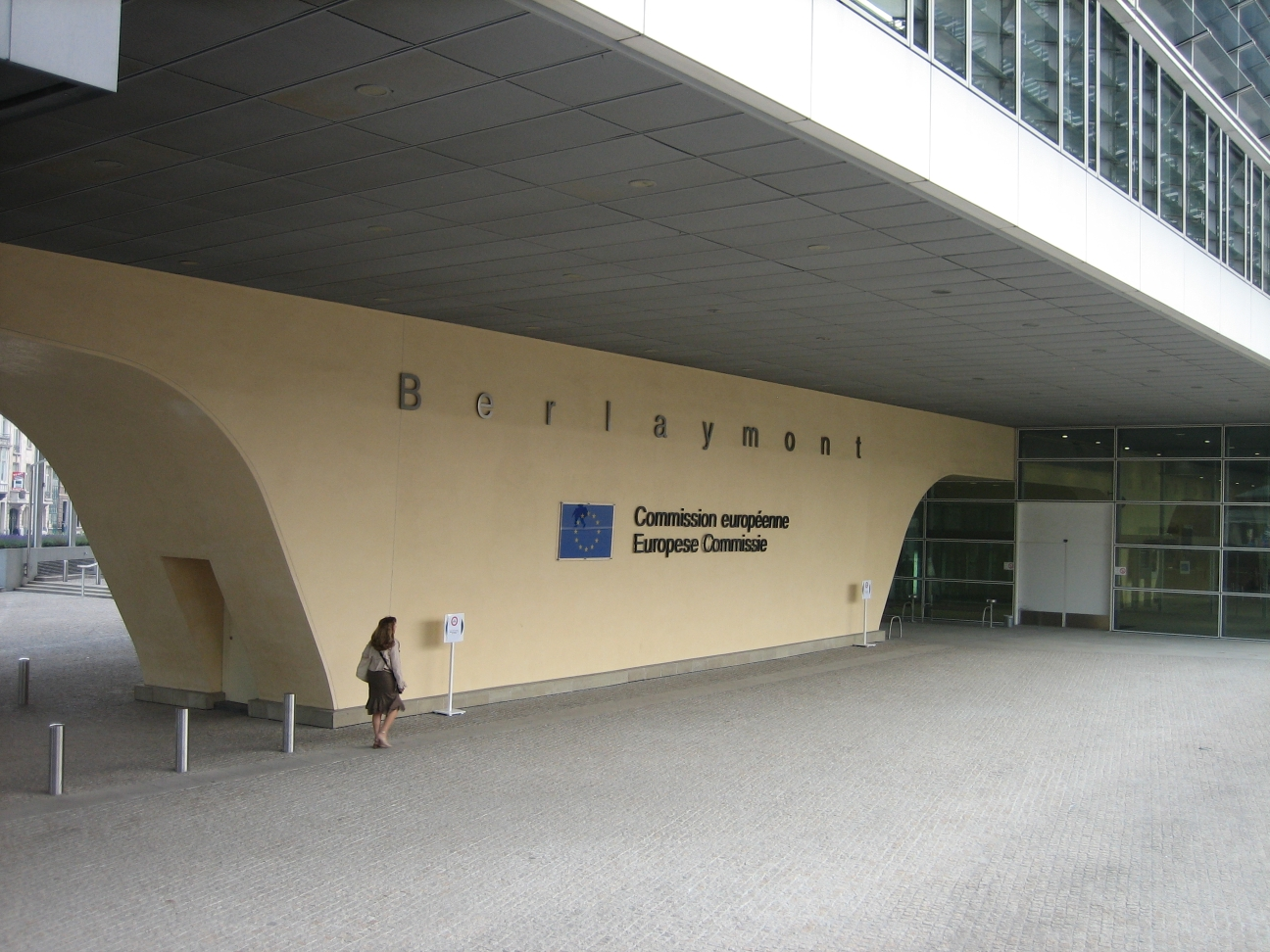
Vista de l'entrada principal.
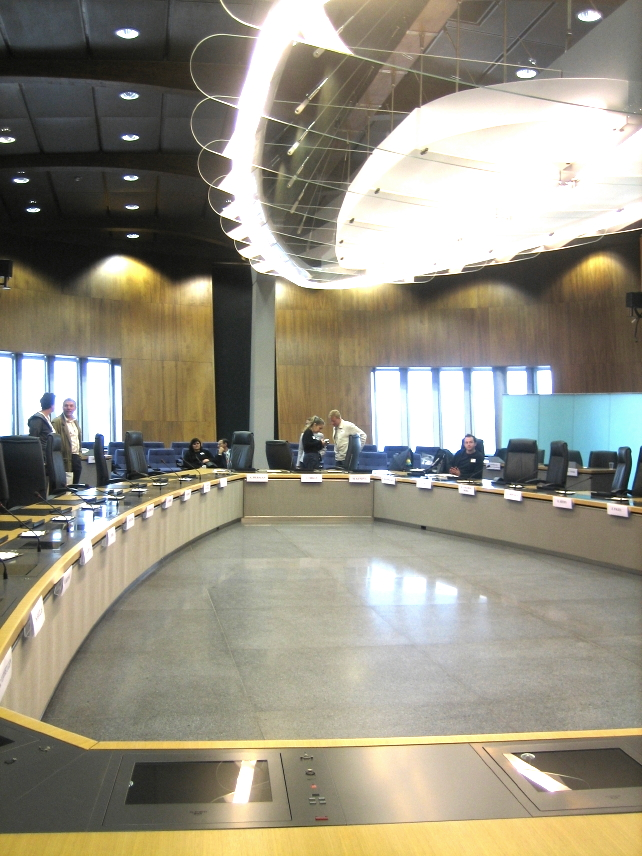
Interior de l'edifici: sala de reunions a la planta 13 (2007).